# FIRE-bevægelsen
FIRE-bevægelsen (Financial Independence, Retire Early, økonomisk uafhængig, tidlig pension) er en livsstilsbevægelse, der har som mål at opnå økonomisk uafhængighed og gå på pension på et selvvalgt tidspunkt, tidligere end normalt. Modellen blev særligt populær blandt milleniumgenerationen i 2010'erne, hvor den fik tilslutning via onlineplatforme, som blogge, podcasts og lineline diskussionsfora, hvor strategier og ideer blev udvekslet og diskuteret.
Personer, som forsøger at opnå FIRE maksimerer deres opsparingsrate ved at finde måder at øge deres indkomst og/eller minimere deres udgifter. Eksempelvis ved at bruge en cykel eller motorcykel som primært transportmiddel i stedet for en bil eller spare på boligudgiften ved at vælge en mindre bolig, leje værelser ud eller flytte til et billigere område. Formålet er at akkumulere aktiver, der kan sikre en passiv indkomst, der er stor nok til at dække de løbende udgifter igennem hele ens periode på pension. Mange tilhængere af FIRE benytter 4%-reglen som et groft overslag til regne det beløb ud, der skal opspares, før de kan leve af deres opsparede formue. Typisk skal man have opsparet et beløb der er ca. 25 gange ens årlige estimerede leveomkostninger. Nogle lever billigere end andre, hvorved beløbet varierer. Ved opnåelse af FIRE vil det ikke længere være nødvendigt at arbejde for dække sine udgifter, hvilket gør det muligt at trække sig tidligere tilbage fra arbejdsmarkedet, mange år før den almene pensionsalder. Formålet med FIRE er ikke nødvendigvis at holde helt op med at arbejde. Mange ser her en mulighed for primært at arbejde med det, der interesserer dem mest, arbejde langt færre timer eller når det passer dem bedst. 
FIRE opnås ved aggressiv opsparing, der er langt højere end de normale 10–15%, der typisk bliver anbefalet til pensionsopsparing. Under antagelse af, at udgifterne er lig med indkomsten minus opsparing, og ved at se bort fra afkast på investeringer, gælder følgende:
| Opsparingsrate | Antal år det tager at tjene til 1 års udgifter |
| -------------- | ---------------------------------------------- |
| 10%            | (1-0.1)/0.1 = 9 år                             |
| 25%            | (1-0.25)/0.25 = 3 år                           |
| 50%            | (1-0.5)/0.5 = 1 år                             |
| 75%            | (1-0.75)/0.75 = 1/3 år (4 måneder)             |

Blandt kritikken af FIRE er, at det kun er for de rige, da personer med en lav- eller middelindkomst kan have meget svært ved at opnå de meget høje opsparingsrater, som er nødvendig.